# Rigdzin Namkha Gyatso Rinpoche
Rigdzin Namkha Gyatso Rinpoche is een Tibetaanse Nyingmapa lama en tertön die woonachtig is in Lausanne, Zwitserland.

## Biografie
Hij werd geboren op 13 december 1967 als zoon van Thupten Sherab, zijn vader, en Dawa Sherab, zijn moeder, op de hoogvlakten van Dza Chu Kha, in de provincie Kham in Tibet. Hij kwam uit een nomadenfamilie die al 18 generaties lang het Tantrische boeddhisme beoefende. Van jongs af aan had hij een diepe verbondenheid met het Vajrayāna-pad.
Vanaf zijn 7e ontving hij onderricht van zijn vader en veel andere grote meesters, waaronder de 10e pänchen lama, Trulshik Rinpoche, Penor Rinpoche, Semo Dechen Yudrön, Thinley Norbu Rinpoche en de 14e dalai lama. Hij heeft ook in kloosters gestudeerd en retraites van meerdere jaren gemaakt. Hij werd door de 14e dalai lama en Dilgo Khyentse Rinpoche erkend als de 12e reïncarnatie van de lama Rigdzin Trak Ngag Lingpa, een grote tertön. Het was bij deze gelegenheid dat Dilgo Khyentse Rinpoche hem zijn huidige naam Rigdzin Namkha Gyatso Rinpoche gaf. Volgens de instructies van Thinley Norbu Rinpoche geeft hij de volledige inwijdingen en leringen van de Dudjom Tersar, de Nyingmapa traditie, evenals die van de Longchen Nyingthig en Dzogchen overdrachtslijnen door aan zijn studenten. In de vajrayana boeddhistische traditie is de overdracht van spirituele meester op leerling, die niet alleen over kennis maar ook over ervaring gaat, cruciaal voor dit spirituele pad. Namkha Rinpoche heeft twee lijnen. De eerste is de Longchen Nyingthig-lijn, of "Essentie van het Hart van Onmetelijkheid", en de tweede is de Düdjom Tersar-linie, of "Nieuwe Schatten van Düdjom".
In 1998 werd Namkha Rinpoche gedwongen Lhasa te ontvluchten vanwege herhaalde vervolging door de Chinese autoriteiten. Hij verbleef een tijd in Nepal en reisde op uitnodiging van studenten naar Europa, Azië en de Verenigde Staten, voordat hij zich in 2002 met zijn gezin in Lausanne vestigde.

## Jeugd
Tijdens zijn jeugd in Tibet ontving Namkha Rinpoche talrijke leringen en inwijdingen van verschillende grote lama's uit alle tradities van het Tibetaans boeddhisme. Maar het was vooral van zijn vader dat Namkha Rinpoche de Longchen Nyingthig overleveringslijn ontving. Zijn vader, Thubten Sherab genaamd, was wat bekend staat als een "verborgen meester", die zeer weinig discipelen accepteerde maar zeer gerespecteerd werd vanwege zijn diepgaande ervaring met de leer. Namkha Rinpoche vertelt vaak dat zijn vader het grootste deel van zijn tijd besteedde aan boeddhistische beoefening en weinig te maken had met wereldse zaken. Voor zonsopgang begon Thupten Sherab aan zijn lange dag van gebeden en meditatie. Een paar uur later, rond 6 uur, wekte hij zijn zoon die aan de andere kant van hun tent lag te slapen. De jongen moest toen zijn vader volgen in zijn ochtendpraktijken, met veel moeite, zo meldt hij zelf.
In de afstammingslijn die rechtstreeks afstamt van Dza Patrül Rinpoche, was Thupten Sherab slechts door één meester gescheiden van de beroemde auteur van Het Pad van Grote Perfectie, een werk dat vandaag de dag nog steeds een referentie is. Dza Patrül Rinpoche was zeker een van de meest illustere dragers van de Longchen Nyingthig afstammingslijn. Hij leefde en praktiseerde als een rondtrekkende yogi en weigerde alle gunsten of gemakken die bij zijn status als hoge lama hoorden. Hij gaf er de voorkeur aan een levend voorbeeld te zijn van de nederigheid die in de leer wordt voorgestaan. Namkha Rinpoche is geboren en opgegroeid op slechts een paar minuten lopen van Dza Patrül Rinpoche's kluizenaarshut. Zo kreeg hij op natuurlijke wijze de levende traditie mee van een boeddhisme dat niet in prestigieuze kloosters wordt beoefend, maar in de eenzaamheid van grotten en verlaten valleien.

## Terma's (spirituele schatten)
Toen Namkha Rinpoche volwassen werd, verliet hij zijn geboorteprovincie voor Lhasa. In de Kongpo regio, vlak bij de Tibetaanse hoofdstad, ontmoette hij degenen die zijn 'Root Guru's' oftwel de belangrijkste leraren zouden worden: Semo Dechen Yudrön en Chönyi Rinpoche. Dit echtpaar lama's onderwees en begeleidde discipelen samen. Semo Dechen Yudrön was de dochter van Düdjom Rinpoche en een eminente houder van zijn leringen. Düdjom Rinpoche was een van de meest opmerkelijke Tibetaanse meesters van de 20e eeuw. Hij componeerde een groot aantal "spirituele schatten". Zijn werken, samen met die van zijn voorganger Düdjom Lingpa, vormen wat bekend staat als de Düdjom Tersar-lijn, die zeer bekend staat om de effectiviteit van zijn praktijken en de kracht van zijn zegeningen.
Bij zijn aankomst werd Namkha Rinpoche ontvangen door Semo Dechen Yudrön en Chönyi Rinpoche als de spirituele zoon waar ze op hadden gewacht. In die tijd was hij echter onbekend in de regio van Lhasa en leefde hij in complete armoede. Namkha Rinpoche bleef zes jaar lang aan de zijde van zijn meesters. Hij deed onder andere een retraite van drie jaar en drie maanden onder hun leiding. Hij ontving van hen de volledige transmissie van de Düdjom Tersar-lijn, beoefende die tot in de essentie en onderhield met hen de zeer nauwe en speciale band met het Vajrayana-boeddhisme die de leerling in staat stelt de kwaliteiten van zijn spirituele meester te realiseren.
Namkha Rinpoche was vastbesloten om de leer in zijn eentje te beoefenen en maakte een reeks lange pelgrimstochten te voet door de heilige plaatsen van Tibet, waarbij hij vaak stopte om retraites van verschillende lengtes te maken. Op een dag besloot hij een heel jaar in retraite te gaan op een piepklein eilandje midden in het heilige meer van Namtso Chukmo. In die tijd hadden de Tibetanen geen middelen om zich over het water te verplaatsen, dus dit eiland kon alleen bereikt worden tijdens het koudste deel van de winter, wanneer het meer volledig bevroren was. Namkha Rinpoche nam een jaarvoorraad tsampa (geroosterd gerstemeel) en een kleine tent mee en vestigde zich op dit kleine eiland, zeker van het feit dat hij een jaar in volledige eenzaamheid zou doorbrengen. Twaalf maanden later, verzonken in de rust van zijn meditatie, besloot Rinpoche om nog een jaar te blijven, ondanks het weinige voedsel dat hij nog had. De omstandigheden waaronder hij zijn retraite beleefde lijken voor veel mensen misschien moeilijk of zelfs onmogelijk, maar Rinpoche praat er altijd over als een van de gelukkigste momenten van zijn leven.
Na deze lange periode van pelgrimstochten en retraites (bijna zeven jaar), vestigde Namkha Rinpoche zich in de buurt van Lhasa en begon op relatief grote schaal leringen te geven. Zijn religieuze activiteiten, samen met zijn onvoorwaardelijke en publieke steun voor de Dalai Lama, leidden tot een aantal aanvaringen met de Chinese autoriteiten en brachten hem meerdere malen in de gevangenis. In 1998 werd hij gedwongen Lhasa te ontvluchten vanwege herhaalde vervolging door de Chinese autoriteiten. Hij verbleef in Nepal en reisde door Europa, Azië en de Verenigde Staten, voordat hij zich in 2002 met zijn gezin in Lausanne vestigde.

## Nederland
Namkha Gyatso Rinpoche komt regelmatig naar Nederland op uitnodiging van zijn studenten. Hij geeft dan onderricht en initiaties in de Dudjom Tersar traditie. Tevens is er in Nederland een centrum opgericht waar leerlingen regelmatig bij elkaar komen. Het centrum is geregistreerd onder Rigdzin Community Nederland als onderdeel van de internationale Rigdzin Community. Het centrum is gedoopt tot "Dzogchen Ling".

## Links
- International Rigdzin Community
- Dzogchen Ling (Rigdzin Community Nederland)
- Facebook Dzogchen Ling (Nederlandse centrum)
- Biografie Namkha Gyatso Rinpoche